# Mohamed Amamou

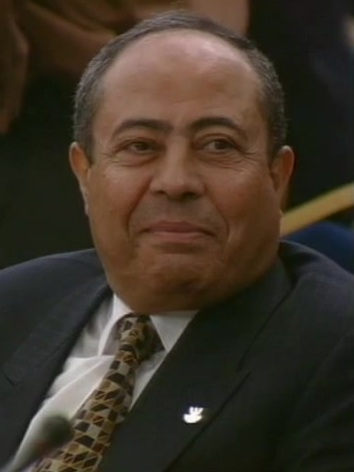
Mohamed Amamou, 1995

Mohamed Amamou (arabisch محمد أمامو, DMG Muḥammad Amāmū; * 7. Oktober 1933 in Qairawān; † 30. März 2014 in Tunis) war ein tunesischer Diplomat, der zwischen 1991 und 2002 erster Generalsekretär der Union des Arabischen Maghreb (UAM) war. Er vertrat zuvor die Interessen Tunesiens als Botschafter in mehreren Staaten und wirkte darüber hinaus zeitweise als Berater des Präsidenten der Tunesischen Republik.

## Leben
Amamou trat in den diplomatischen Dienst ein und war in der Zeit des jordanischen Bürgerkrieges zwischen 1970 und 1972 Leiter der Diplomatischen Vertretung Tunesiens in Jordanien. Daraufhin wurde er 1972 im Alter von 39 Jahren zum Botschafter in Zaire ernannt. Danach fungierte er zwischen 1974 und 1978 als Botschafter im Libanon und erlebte dort den Beginn des libanesischen Bürgerkrieges am 13. April 1975. Im Anschluss wurde er zunächst Direktor für Angelegenheiten der arabischen Welt im Außenministerium, ehe er zwischen 1981 und 1985 als Kabinettschef des Außenministeriums einer der engsten Mitarbeiter des damaligen Außenministers Beji Caid Essebsi war.
1985 erfolgte seine Akkreditierung als Botschafter in Marokko sowie danach vom 7. November 1987 als Botschafter in Syrien.
Im April 1989 wurde Amamou von Präsident Zine el-Abidine Ben Ali zum Staatssekretär beim Außenminister für Angelegenheiten des Maghreb und war in dieser Funktion Berater des Präsidenten für Angelegenheiten dieser Region.
Am 23. Oktober 1991 wurde er erster Generalsekretär der am 17. Februar 1989 gegründeten Union des Arabischen Maghreb (UAM), die die Interessen der nordafrikanischen Staaten Algerien, Libyen, Mauretanien, Marokko und Tunesien vertritt. Die Funktion des Generalsekretärs übte er mehr als zehn Jahre bis zum 26. Februar 2002 aus und wurde dann von seinem Landsmann Habib Boularès abgelöst. Nach seinem Ausscheiden aus diesem Amt wurde er vom König von Marokko, Mohammed VI., mit dem Ouissam Alaouite ausgezeichnet, dem höchsten Orden Marokkos.